# Метгемоглобінемія
Метгемоглобінемія — стан підвищеного рівня метгемоглобіну в крові. Симптомами можуть бути головний біль, запаморочення, задишка, нудота, погана координація м'язів та шкіра синього кольору (ціаноз). Ускладнення можуть включати судоми та аритмії серця.
Метгемоглобінемія може бути пов'язана з певними медикаментами, хімічними речовинами або продуктами харчування, або може успадкуватися від батьків людини. Залучені речовини можуть включати бензокаїн, нітрати або дапсон. Основний механізм полягає у тому, що частина заліза в гемоглобіні перетворюється із заліза [Fe2+ ] у форму заліза [Fe3+]. Діагноз часто підозрюють на підставі симптомів та низького вмісту кисню в крові, який не покращується при оксигенотерапії. Діагноз підтверджується аналізом газів у крові.
Лікування, як правило, проводиться за допомогою кисневої терапії та метиленового синього. Інші методи лікування можуть включати вітамін С, обмінне переливання крові та гіпербаричну кисневу терапію . Результати лікування, як правило, хороші. Метгемоглобінемія є відносно рідкісною і більшість випадків набуті, а не генетичні.

## Ознаки та симптоми

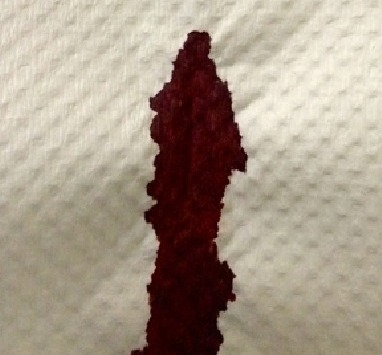
Кров шоколадно-коричневого кольору через метгемоглобінемію

Ознаки та симптоми метгемоглобінемії (рівень метгемоглобіну вище 10 %) включають задишку, ціаноз, зміни психічного статусу (~ 50 %), головний біль, втома, непереносимість фізичних вправ, запаморочення та втрата свідомості. 
У людей з важкою метгемоглобінемією (рівень метгемоглобіну вище 50 %) можуть спостерігатися судоми, кома та смерть (рівень вище 70 %). Здорові люди можуть не мати багатьох симптомів із рівнем метгемоглобіну нижче 15 %. Однак у пацієнтів із супутніми захворюваннями, такими як анемія, серцево-судинні захворювання, захворювання легенів, сепсис або наявність інших ненормальних видів гемоглобіну (наприклад, карбоксигемоглобіну, сульфгемоглобіну або серпоподібного гемоглобіну), можуть спостерігатися помірно-важкі симптоми на значно нижчих рівнях (до 5–8 %). 

## Причини

### Набута
Метгемоглобінемія може бути набутою. Класичні медикаментозні причини включають в себе різні антибіотики (триметоприм, сульфаніламіди і дапсон), місцеві анестетики (особливо артикаїн, бензокаїн, прилокаїн, і лідокаїн), а також анілінові барвники, метоклопрамід, расбуріказа, хлорати, бромати та нітрити. Підозрюється, що нітрати також викликають метгемоглобінемію.
У здорових людей захисні ферментні системи, які зазвичай присутні в еритроцитах, швидко знижують метгемоглобін до гемоглобіну і, отже, підтримують рівень метгемоглобіну на рівні менше одного відсотка від загальної концентрації гемоглобіну. Вплив екзогенних окислюючих препаратів та їх метаболітів (таких як бензокаїн, дапсон та нітрати) може призвести до збільшення до тисячі разів швидкості утворення метгемоглобіну, перевантажуючи захисні ферментні системи та різко збільшуючи рівень метгемоглобіну. 
Немовлята у віці до 6 місяців мають нижчі рівні основного ферменту редукції метгемоглобіну в еритроцитах. Це призводить до великого ризику розвитку метгемоглобінемії, спричиненої потраплянням у питну воду нітратів, зневоднення (зазвичай спричиненого гастроентеритом з діареєю), сепсису або місцевих анестетиків, що містять бензокаїн або прилокаїн. Нітрати, що використовуються в сільськогосподарських добривах, можуть просочуватися в землю і забруднювати колодязну воду. Бензокаїн, застосований на ясна або горло (як правило, використовується в дитячих гелях для прорізування зубів або у пастилках для горла) може викликати метгемоглобінемію.

### Генетична

Вроджена форма метгемоглобінемії має аутосомно-рецесивний характер успадкування.

Через дефіцит ферменту діафорази I (цитохром b5-редуктази) рівень метгемоглобіну підвищується, а кров пацієнтів має зменшену пропускну здатність кисню. Замість червоного артеріальна кров пацієнтів із метгемоглобінемією має коричневий колір. Це призводить до того, що шкіра європеоїдних пацієнтів набуває синюшного відтінку. Спадкова метгемоглобінемія спричинений рецесивним геном. Якщо цей ген є лише у одного з батьків, у нащадків буде шкіра нормального відтінку, але якщо обоє батьків несуть ген, є ймовірність, що у нащадків буде шкіра синього відтінку. 

## Патофізіологія
Здатність до зв'язування до кисню звичайним гемоглобіном порушена. Зв'язування кисню з метгемоглобіном призводить до підвищеного зв'язування до кисню в решті ділянок гему, які знаходяться в залізному стані в межах тієї самої тетрамерної одиниці гемоглобіну. Це призводить до загальної зниженої здатності еритроцитів вивільняти кисень до тканин, при цьому пов'язана з цим крива дисоціації кисню і гемоглобіну зміщується вліво. Коли концентрація метгемоглобіну підвищена в еритроцитах, може виникнути тканинна гіпоксія.

## Діагностика

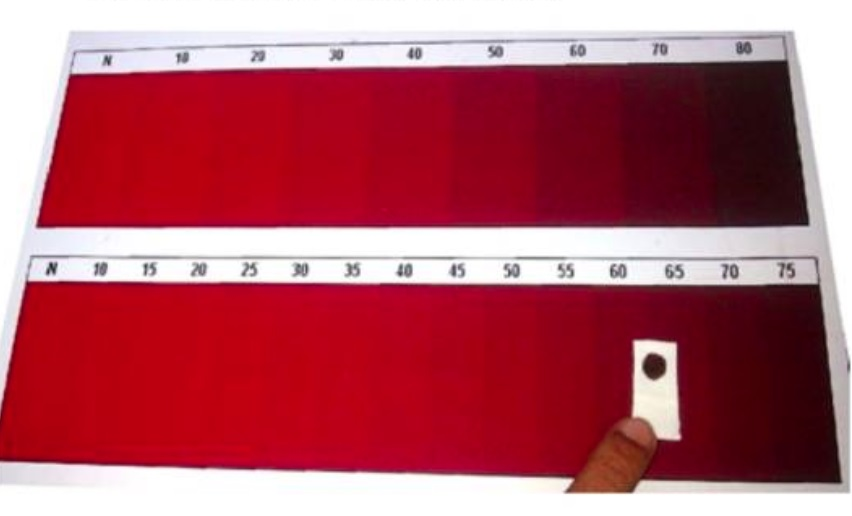
Колірна діаграма для виявлення кількості метгемоглобіну в крові

Артеріальна кров із підвищеним рівнем метгемоглобіну має характерний шоколадно-коричневий колір у порівнянні зі звичайною яскраво-червоною артеріальною кров'ю, що містить кисень.

### Диференціальна діагностика
Інші захворювання, які можуть спричинити синюшність шкіри, включають аргірію, сульфгемоглобінемію та серцеву недостатність.

## Лікування

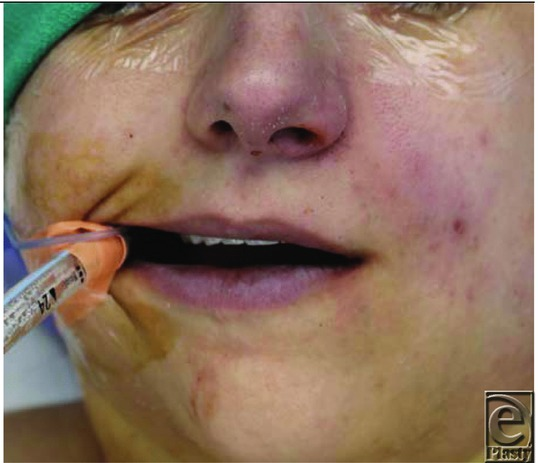
Ціаноз від метгемоглобінемії

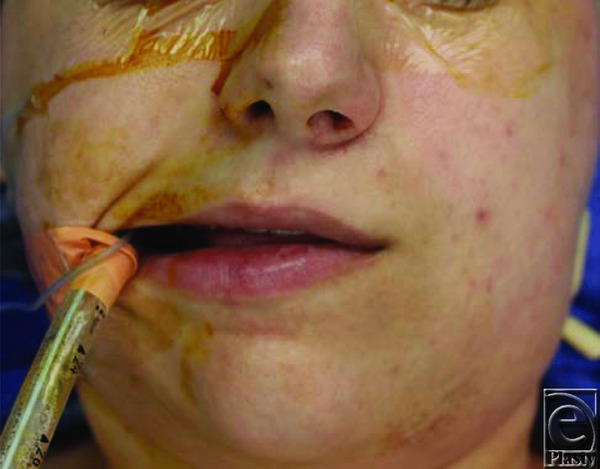
Покращення після метиленового синього

Метгемоглобінемію можна лікувати за допомогою додаткового кисню та метиленового синього. Метиленовий синій дають у вигляді 1 % розчину (10 мг / мл) від 1 до 2 мг/кг вводиться внутрішньовенно повільно протягом п'яти хвилин. Хоча реакція, як правило, швидка, дозу можна повторити через одну годину, якщо рівень метгемоглобіну все ще високий через одну годину після початкової інфузії. Метиленовий синій пригнічує моноаміноксидазу, і може виникнути серотонінова токсичність, якщо приймати його разом із препаратом селективного інгібітора зворотного захоплення серотоніну.
Метиленовий синій відновлює залізо в гемоглобіні до його нормального (відновленого) кисневого стану. Це досягається шляхом забезпечення штучного акцептора електронів.
Генетично індукована хронічна метгемоглобінемія низького рівня може лікуватися оральним метиленовим синім щодня. Крім того, вітамін С може зрідка зменшити ціаноз, пов'язаний із хронічною метгемоглобінемією, і може бути корисним у тих випадках, коли метиленовий синій недоступний або протипоказаний (наприклад, особам з дефіцитом G6PD). Діафораза (цитохром b5-редуктаза) зазвичай вносить лише невеликий відсоток знижувальної здатності еритроцитів, але може бути фармакологічно активована екзогенними кофакторами (наприклад, метиленовим синім) до п'ятикратного перевищення рівня нормальної активності.

## Епідеміологія
Метгемоглобінемія в основному вражає немовлят у віці до 6 місяців (особливо до 4 місяців) через низьку печінкову продукцію метгемоглобінредуктази. Найбільш схильні до ризику групи населення з джерелами води з високим вмістом нітратів, наприклад колодязі та інші джерела, які не контролюється та не очищуються водоочисними спорудами. Нітрати можуть бути небезпечними для немовлят. Зв'язок між синдромом блакитної дитини у немовлят та високим рівнем нітратів добре встановлений для вод, що перевищують норму 10 мг/л. Є також докази того, що грудне вигодовування має захисний вплив у таких популяціях.

## Дивитися також
- Отруєння чадним газом
- Гемоглобінемія